# میدان گازی ترول
میدان گازی ترول (انگلیسی: Troll gas field) از میدان‌های گازی نروژ مستقر در دریای شمال است، که در سال ۱۹۷۹ کشف شد و تولید از آن از ۱۹۹۵ آغاز گردید.